# Политика реформ и открытости

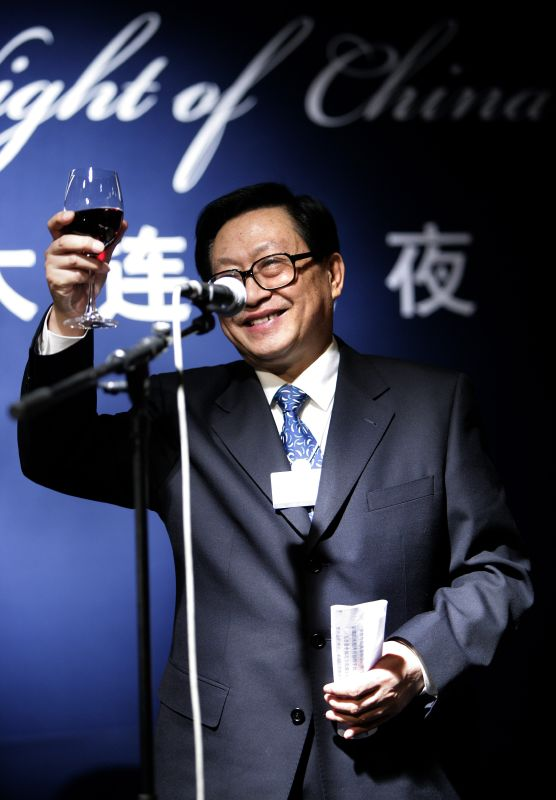
Хуа Цзяньминь, Всемирный экономический форум в Давосе, 2007

Политика реформ и открытости (кит. трад. 改革開放, упр. 改革开放, пиньинь Gǎigé-Kāifàng, палл. Гайгэ-Кайфан, буквально: «Реформы и открытость») — программа экономических реформ, предпринятых в Китайской Народной Республике, нацеленных на создание социализма с китайской спецификой, или социалистической рыночной экономики, и открытость внешнему миру.
Реформы были начаты в 1978 по инициативе крыла прагматиков в Коммунистической партии Китая (КПК), которое возглавлял Дэн Сяопин, и продолжаются по сей день. Целью реформаторов стала модернизация китайской экономики, находившейся на грани катастрофы в результате провала политики «большого скачка» и последствий волюнтаристских решений, принимавшихся во время правления Мао Цзэдуна. Первоначальной задачей реформ было решение проблемы мотивации рабочих и крестьян и ликвидация экономических диспропорций.
Китайские экономические реформы состояли из нескольких этапов. Зачастую они не были частью каких-либо теоретических построений, а являлись адекватным и практически выверенным ответом на самые насущные проблемы («Переходя реку, ощупываем камни» — Дэн Сяопин).
Экономические реформы привели к масштабному экономическому росту и изменили судьбы сотен миллионов китайцев. По данным Всемирного банка, больше 850 миллионов человек были избавлены от нищеты.
На Западе экономические реформы в Китае были восприняты многими как переход к капитализму, однако, возможно, чтобы избежать идеологических противоречий и вопросов о собственной легитимности, китайское правительство утверждает, что это всего лишь форма социализма. В то же время китайское правительство не отрицает, что использует различные экономические меры, применяющиеся в капиталистических странах. Дэн Сяопин объяснял это противоречие своей знаменитой фразой: «Неважно, какого цвета кошка — главное, чтобы она ловила мышей», а также цитатой из Маркса о том, что практика — главный критерий истины. Некоторые авторы также обращали внимание на внутрикитайские источники экономических идей и практик, на которые опирались реформаторы.

## Этапы реформ
Первый этап социально-экономического обновления страны начался после третьего пленума ЦК КПК одиннадцатого созыва, состоявшегося 18—22 декабря 1978 года, и охватил 1979—1984 гг. Первая часть китайской экономической реформы затронула учреждение системы семейных подрядов в сельском хозяйстве, которые пришли на смену распущенным «коммунам», «большим» и «малым» бригадам (1984 год). Сама земля вне городов была объявлена собственностью «коллектива сельских жителей». Таким образом, сохранение коллективной собственности на землю позволило объявить подворный подряд частью социалистической экономики.
В большинстве других секторов экономики роль правительства была сокращена, руководителям было дано больше управленческих полномочий, на предприятиях поощрялось доходное производство, увеличилась роль частного сектора, экспериментирование с новыми формами владения начались и в государственном секторе. Давление на внешнюю торговлю было ослаблено, а объединения предприятий с иностранными фирмами официально поощрялись как первоисточники новых технологий и дефицитной иностранной валюты. С увеличением доходов, стимулов, заметного роста в сфере услуг и расцвета в промышленном секторе Китайская Народная Республика начала проявлять некоторые характерные черты общества потребления.

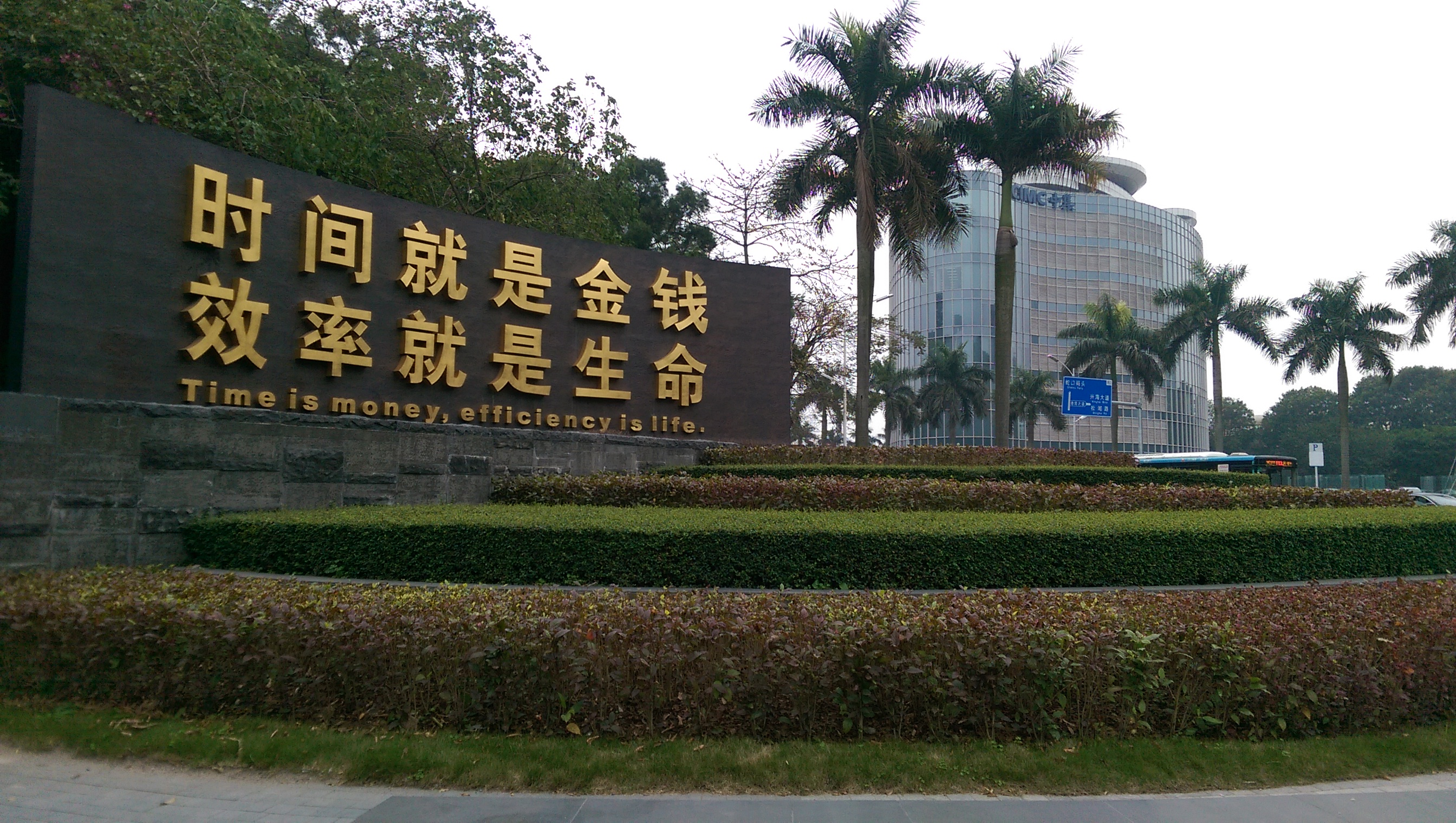
Лозунг «Время — деньги, эффективность — жизнь» в промышленной зоне Шэкоу, 2016 год

Под руководством Юань Гэна с конца 1970-х создавалась и развивалась промышленная зона Шэкоу, КНР. Им был выдвинут лозунг «Время — деньги, эффективность — жизнь» (кит. упр. 时间就是金钱， 效率就是生命, палл. шицзянь цзюши цзиньцянь, сяолюй цзюши шэнмин), в 1981 году помещённый на стенд у входа в зону и получивший всекитайскую известность после посещения Шэкоу Дэн Сяопином 26 января 1984 года, сообщившим о нём по возвращении в Пекин на митинге 24 февраля того же года.
Во внешней политике была внедрена «политика открытых дверей», согласно которой КНР разрешила международную торговлю и прямые иностранные инвестиции. Большую роль при этом сыграла китайская диаспора. Данные инициативы немедленно увеличили уровень жизни большинства китайского населения и позже позволили поддержать более сложные реформы.
Тем не менее, движение к рынку было системным и сложным, и в 1987 переход был далёк от завершения. Снижение ограничений на экономическую активность быстро облегчило некоторые наиболее застойные экономические сложности Китая, но так же дало толчок к росту новых проблем. Инфляция — высочайший страх китайских потребителей — стала проблемой впервые с ранних 1950-х. Вместе с новыми возможностями извлечения прибыли появились растущее неравенство в доходах и новые соблазны для преступлений, коррупция, а также западная система ценностей, рассматриваемая многими старшими китайцами как упадок и «духовное осквернение». Государство по-прежнему контролировало самые большие несельскохозяйственные предприятия и значительная часть отраслей промышленности всё ещё, главным образом, руководствовалась центральным планированием.
Таким образом, китайская экономика в конце 1980-х представляла собой весьма смешанную систему. Её нельзя было охарактеризовать ни как плановую экономику, ни как рыночную. Руководство придерживалось дальнейшего расширения программы реформ, как необходимости достаточного экономического роста, но в то же время оно было вынуждено сосредоточить внимание на ключевых аспектах экономики (в особенности на инфляции и производстве зерна), чтобы не допустить крайностей подавляющего политического недовольства. В связи с данными обстоятельствами, силы экономического руководства действовали друг против друга, порождая то, что китайские власти называли «разногласиями». С одной стороны, экономика уже не так сильно контролировалась государственным планированием из-за большой растущей рыночной отрасли. С другой стороны, рынок не мог работать эффективно, так как многие товары до сих пор находились под госконтролем и большинство цен всё ещё сдерживались или ограничивались правительством. Под руководством Дэн Сяопина вся страна «ехала верхом на тигре» (двигалась к высокому прогрессу, но без тотального контроля), и поэтому уже невозможно остановить процесс без риска.
Несмотря на взрывной рост в 1980-х, китайская экономика всё ещё разделяла множество основных отличительных черт с экономиками остальных развивающихся стран. Валовой национальный продукт на душу населения в 1986 составлял ¥849 или около $228 (по обменному курсу 1986 года), отражая низкий средний уровень производительности труда. Как и во многих странах, это не могло способствовать началу длительных усилий по индустриализации до середины двадцатого века, основная китайская рабочая сила (более 60 %) всё ещё была занята в сельском хозяйстве, которое давало 30 % стоимости общего объёма продукции. Сельскохозяйственные работы в основном всё ещё велись вручную. Современное оборудование главным образом использовалось в промышленности, но в значительной степени было прообразом старых моделей с низкой продуктивностью.
В других отношениях экономика Китая несколько отличалась от оной большинства развивающихся стран. Важнейшее отличие, несмотря на идущие перемены, состояло в том, что китайская экономика была организована как социалистическая система, управляющаяся центральным планированием. Господство государства и коллективной собственности, центральное управление фирмами вместо финансовой системы, перераспределение ресурсов между регионами, распределение зерна и субсидированное предоставление жилища отразились в системе распределения доходов, которые были намного ограниченнее, чем почти во всех остальных развивающихся странах. Некую искренность капитализму придавала форма частной собственности в производственных фондах. Сельскохозяйственные угодья сдавались в аренду фермерским семьям, но формально находились под владением деревень, городков, посёлков — групповых единиц, сменивших коммуны.
В середине 1980-х большинство китайцев по американским меркам оставались в нищете, но несколько важных измерений показали, что качество их жизни было значительно лучше, чем предполагалось исходя из уровня валового национального продукта (ВНП) на душу населения. Согласно данным Мирового банка в 1984 потребление энергии на человека составляло 485 килограмм в нефтяном эквиваленте — больше, чем в любой другой «малодоходной» стране, и выше среднего для «ниже-среднедоходных» стран. В 1983 дневной рацион на душу населения составлял 2 620 килокалорий — на 11 % выше основных требований и примерно настолько же выше среднего по странам, относящимся к «вышесредним». Показательно, что начальная смертность в 1985 была 39 человек на 1000 — намного ниже, чем в среднем по «выше-среднедоходным» странам, а продолжительность жизни от рождения была 69 лет — выше, чем среднее по «выше-среднедоходным» странам.
Несмотря на крупные экономические достижения Китая с 1949, серьёзные дисбалансы и дефицит устояли. Дефициту способствовал государственный беспорядок, который разрушил экономику в период Культурной революции (1966-76), недостаточная гибкость в процессе планирования и серьёзные оплошности в ценовых структурах. Огромный дефицит, не отвечающие требованиям транспортные средства и коммуникационные сети, недостаток техников и других высококвалифицированных кадров, недостаточный обмен валютой для закупок передовых технологий из других стран и неадекватные правовые и административные меры против внутренней и внешней торговли — всё это способствовало затруднению модернизации.
Важным побочным продуктом программы реформ с 1970-х стало громадное увеличение количества доступной информации об экономике. Правительство собирало и публиковало основные национальные экономические данные и в 1950-х, но централизованная система сбора статистики была разрушена в конце 1950-х, было доступно крайне мало статистической информации в течение 1960-х и начале 1970-х. Это продолжалось до 1979, когда Государственное бюро статистики покончило со статистическим «затемнением», опубликовав официальную экономическую статистику. В последующие годы Государственное бюро статистики публиковало всё больше заметок, включая ежегодные экономические сборники и статистические ежегодники, которые постепенно стали лучше и информативнее. В дополнение, большинство провинциальных областей и городов точно так же как и главные промышленные и экономические районы, специализирующиеся на добыче угля и сельском хозяйстве, начали выпускать свои собственные специализированные статистические ежегодники. В начале 1980-х начали выпускаться многочисленные периодические издания, множество из которых специализировалось на экономических данных и анализе. Хотя китайские статистические понятия и методы во многих отношениях всё ещё отличались от оных в других странах, и соответствия некоторым данным вызывало сомнение даже у китайских экономистов, иностранные аналитики в 1987 всё же имели доступ к богатому и растущему объёму данных, которые способствовали широкому анализу китайской экономики.
Тем не менее, переход на рыночные рельсы в начале 1990-х породило две главные проблемы. Во-первых, конец центральному планированию требовал создания механизмов установления финансовой политики, банковской системы и рынков капитала. На протяжении всех 1990-х проделывалась работа, чтобы установить эти системы в действие.
Другая проблема порождалась государственными предприятиями. При системе замороженных цен, цены доходов и расходов государственных предприятий были фиксированы, позволяя им использовать разницу для финансирования социального обеспечения. Когда же доходы и расходы начали исчисляться по рыночным ценам, большинство государственных предприятий стали крайне невыгодными по двум причинам: они были в ответе за социальное обеспечение работников и выпускали товары, которые никто не хотел покупать. Со временем это было решено путём банковских кредитов, но это породило массивное количество невыплат по долгам. В конце 1990-х и начале 2000-х эта проблема была устранена путём закрытия невыгодных государственных фабрик и развитием систем социального страхования.

## Итоги реформ и рост ВВП
Политика реформ и открытости привела к масштабному экономическому росту. Миллионы человек были выведены из нищеты благодаря реформам.
Быстрый экономический рост практически устранил бедность в городах Китая и значительно сократил её уровень в сельских районах. С 1979 по 2010 год среднегодовой рост ВВП Китая составлял 9,91 %, достигнув исторического максимума в 15,2 % в 1984 году и рекордно низкого уровня в 3,8 % в 1990 году. Исходя из текущих цен, среднегодовой рост ВВП страны за эти 32 года составил 15,8 %, достигнув исторического максимума в 36,41 % в 1994 году и рекордно низкого уровня в 6,25 % в 1999 году.

## Всестороннее углубление реформ
Это продолжение политики реформ и открытости Китая. На третьем пленуме ЦК КПК одиннадцатого созыва было выдвинуто «в стране проводится политика реформ и политика открытости для внешнего мира». На 18-м съезде КПК тогдашний генеральный секретарь ЦК КПК Ху Цзиньтао в своём докладе первый раз выдвинул «проведение всестороннего углубления реформ и открытости». На третьем пленуме ЦК КПК, который состоялся в ноябре 2013 года, было принято «Постановление ЦК КПК по некоторым важным вопросам всестороннего углубления реформ». В ходе пленума было подчёркнуто, что для всестороннего построения среднезажиточного общества, а в дальнейшем построения могучего, демократического, цивилизованного и гармоничного современного социалистического государства, осуществления китайской мечты о великом возрождении китайской нации необходимо всесторонне углублять реформы на новой исторической исходной точке. На 19-м съезде КПК Си Цзиньпин ещё раз подчеркнул важность всестороннего углубления реформ.